# Blown Away
| Совокупная оценка    | Совокупная оценка |
| Источник             | Оценка            |
| -------------------- | ----------------- |
| Metacritic           | 71/100            |
| Оценки критиков      |                   |
| Источник             | Оценка            |
| Allmusic             | [ 2 ]             |
| American Songwriter  | [ 3 ]             |
| Rolling Stone        | [ 4 ]             |
| Country Weekly       | [ 5 ]             |
| Slant Magazine       | [ 6 ]             |
| Billboard            | 89/100            |
| Entertainment Weekly | B+                |
| Los Angeles Times    | [ 9 ]             |

Blown Away — четвёртый студийный альбом американской кантри-певицы Кэрри Андервуд. Релиз в Северной Америке состоялся 1 мая 2012 года. В США и Канаде альбом стал золотым. Диск занял первую строку в хит-парадах США (Billboard 200), Канады и Австралии. В музыкальном плане в нём сочетается несколько стилей: кантри, поп, и рок.

## Об альбоме
Альбом дебютировал на первом месте Billboard 200 с тиражом 267 000 копий. Андервуд стала третьей женщиной в истории чарта с тремя кантри-альбомами лидерами, деля это достижение с певицами Линда Ронстадт и Фэйт Хилл.
Так как и все три предыдущих альбома Андервуд, Blown Away дебютировал на вершине кантри-чарта Top Country Albums, это сделало певицу только второй в истории женщиной, все альбомы которой были № 1 в кантри-чарте, после Миранды Ламберт. Альбом на две недели возглавил общенациональный чарт и на 5 недель кантри-чарт США.

## Список композиций
Список треков был впервые представлен 26 марта 2012 года. Все песни были спродюсированы Марком Брайтом (Mark Bright).
| №   | Название                  | Автор(ы)                                  | Длительность |
| --- | ------------------------- | ----------------------------------------- | ------------ |
| 1.  | «Good Girl»               | Underwood, Chris DeStefano, Ashley Gorley | 3:25         |
| 2.  | «Blown Away»              | Chris Tompkins, Josh Kear                 | 4:00         |
| 3.  | «Two Black Cadillacs»     | Underwood, Hillary Lindsey, Kear          | 4:58         |
| 4.  | «See You Again»           | Underwood, David Hodges, Lindsey          | 4:06         |
| 5.  | «Do You Think About Me»   | Cary Barlowe, Lindsey, Shane Stevens      | 3:37         |
| 6.  | «Forever Changed»         | Tom Douglas, James T. Slater, Lindsey     | 4:02         |
| 7.  | «Nobody Ever Told You»    | Underwood, Lindsey, Luke Laird            | 4:10         |
| 8.  | «One Way Ticket»          | Underwood, Laird, Kear,                   | 3:56         |
| 9.  | «Thank God for Hometowns» | Laird, Gorley, Lindsey                    | 4:01         |
| 10. | «Good in Goodbye»         | Underwood, Ryan Tedder, Lindsey           | 4:17         |
| 11. | «Leave Love Alone»        | Gordie Sampson, Troy Verges, Lindsey      | 3:19         |
| 12. | «Cupid's Got a Shotgun»   | Underwood, Tompkins, Kear                 | 3:43         |
| 13. | «Wine After Whiskey»      | Underwood, Tom Shapiro, Dave Berg         | 3:51         |
| 14. | «Who Are You»             | Robert John "Mutt" Lange                  | 3:55         |

## Участники записи
По данным AllMusic.
| Вокал - Основной вокал — Кэрри Андервуд - Бэк-вокал — Кэри Барлоу, Перри Коулман, Уэс Хайтауэр, Дэвид Ходжес, Хиллари Линдси, Горди Сэмпсон, Дженифер Уринкл, Кэрри Андервуд Музыканты - Чарли Джадж — фортепиано, орган Hammond B3, клавишные, программирование - Джимми Николс — клавишные, фортепиано, электропианино Wurlitzer - Том Буковац — электрогитара, акустическая гитара - Брэд Пейсли — электрогитара - Илья Тошинский — акустическая гитара, мандолина, укулеле - Дэн Дагмор — слайд-гитара - Обри Хейни — мандолина, скрипка - Майк Джонсон — добро, слайд-гитара - Джимми Ли Слоас — бас-гитара - Пол Лейм — ударные - Крис МакХью — ударные - Эрик Даркен — перкуссия - Джонатан Юдкин — виолончель, скрипка | Технический персонал - Крис Эшберн — ассистент звукоинженера - Адам Аян — мастеринг в Gateway Mastering (Портленд, Мэн) - Дерек Бейсон — звукоинженер, микширование - Марк Брайт — продюсер - Чарльз Батлер — цифровое редактирование - Нил Каппеллино — дополнительная звукозапись - Энн Эдельблют — менеджер - Майк «Frog» Гриффит — координация продюсирования - Саймон Фуллер — менеджер - Дэвид Ходжес — дополнительная звукозапись - Кристофер Смолл — цифровое редактирование - Тодд Тидвелл — дополнительная звукозапись - Кирстен Вайнс — помощник продюсера |

## Чарты
| Чарт (2012)                          | Высшая позиция |
| ------------------------------------ | -------------- |
| Australian ARIA Albums Chart         | 4              |
| Australian ARIA Country Albums Chart | 1              |
| Canadian Albums Chart                | 1              |
| Canadian Country Albums Chart        | 1              |
| New Zealand Albums Chart             | 22             |
| US Billboard 200                     | 1              |
| US Billboard Top Country Albums      | 1              |

| Год  | Сингл        | Высшая позиция в чарте | Высшая позиция в чарте | Высшая позиция в чарте | Высшая позиция в чарте |
| Год  | Сингл        | US Country             | US                     | US Adult               | CAN                    |
| ---- | ------------ | ---------------------- | ---------------------- | ---------------------- | ---------------------- |
| 2012 | «Good Girl»  | 1                      | 18                     | 20                     | 21                     |
| 2012 | «Blown Away» | 58                     | 66                     |                        | 49                     |